# Gonolobus yucatanensis
Gonolobus yucatanensis är en oleanderväxtart som först beskrevs av Robert Everard Woodson, och fick sitt nu gällande namn av W.D. Stevens. Gonolobus yucatanensis ingår i släktet Gonolobus och familjen oleanderväxter. Inga underarter finns listade i Catalogue of Life.